# یواس‌اس پریری (ای‌دی-۱۵)
یواس‌اس پریری (ای‌دی-۱۵) (به انگلیسی: USS Prairie (AD-15)) یک کشتی بود که طول آن ۵۳۰٫۵ فوت (۱۶۱٫۷ متر) بود. این کشتی در سال ۱۹۳۹ ساخته شد.